# 슬레인

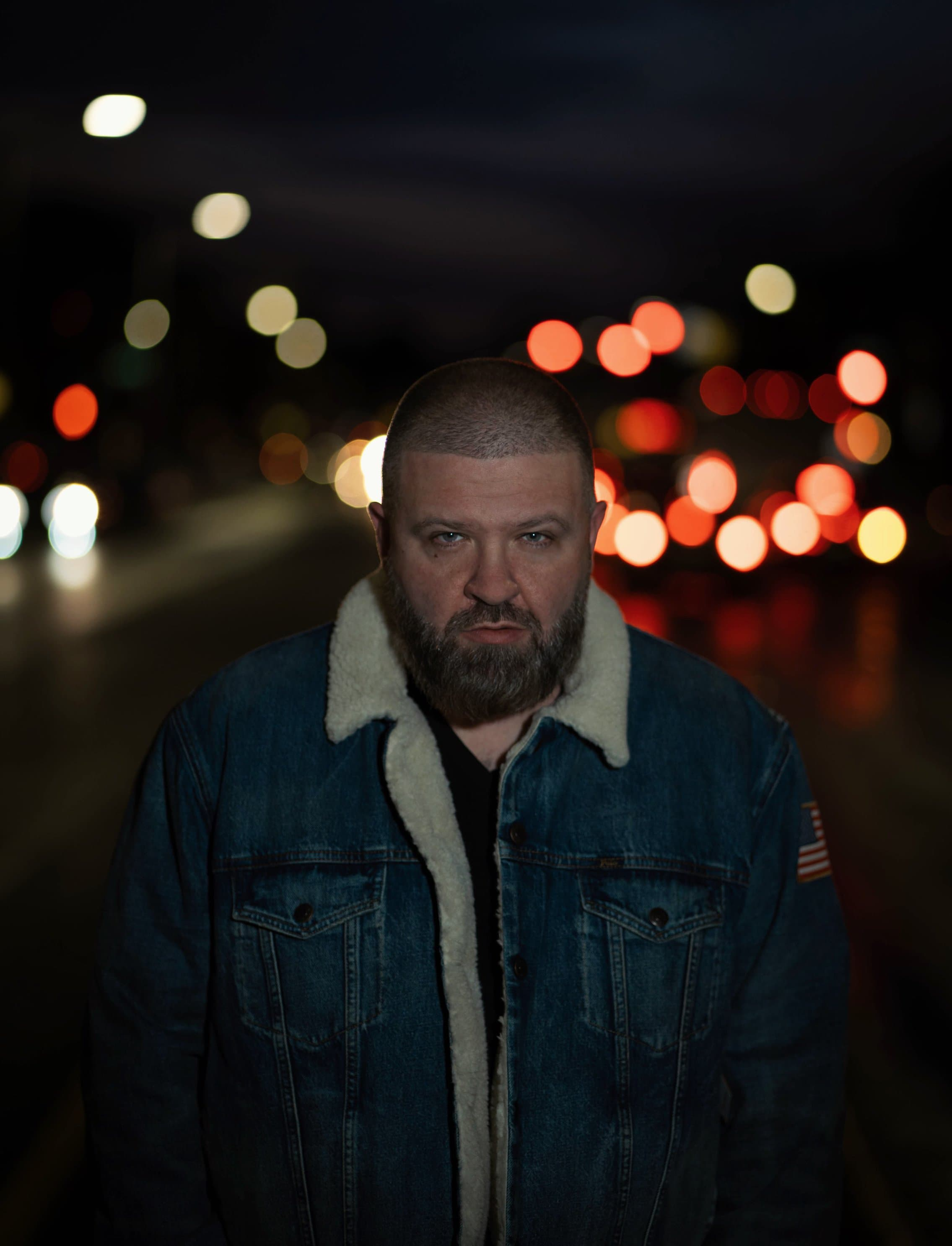

슬레인(Slaine, 1977년 9월 27일 ~ )은 미국의 배우, 영화배우, 래퍼이다.
보스턴에서 태어났다.

## 영화
- 런 위드 더 헌티드 (2019년) - 플래너리 역
- 겟어웨이 드라이버 (2017년)
- 센트럴 인텔리전스 (2016년)
- 잇 스노우 올 더 타임 (2015년)
- 더 워너비 - 존 고티 (2015년)
- 걸하우스 (2014년) - 러버보이 역
- 바이 더 건 (2014년)
- 킬링 소프틀리 (2012년)
- 타운 (2010년) - 앨버트 글로앤시 매글로앤 역
- 가라, 아이야, 가라 (2007년) - 부바 역